# Hatvani István (szemsebész)
Hatvani István László (Debrecen, 1940. október 11. – Budapest, 2012. május 16.) szemsebész, egyetemi magántanár, egyetemi szemklinika igazgató.

## Életútja, tanulmányai
Hatvani István László fogtechnikus szülők első gyermekeként született. Édesanyja Korom Ilona, édesapja Hatvani László, egy testvére van, Hatvani László Csaba, aki Újlétán szolgált református lelkészként nyugdíjazásáig. Kétszer házasodott; első házasságából Bognár Ilonával két lánya született, Judit (1965-) és Ilona (1969-). Második házasságából Aszódi Máriával egy fia született, István Gábor (1987-).
Középiskolai tanulmányait a debreceni Tóth Árpád Gimnáziumban végezte (1957/58), majd az akkori Debreceni Orvostudományi Egyetemen (DOTE) diplomázott summa cum laude minősítéssel 1964-ben. 1969-ben szemorvos szakvizsgát tett, 1994-ben kontaktológus képzést végzett, 2001-ben gyermekszemsebészeti ráépített szakvizsgát tett.

## Szakmai pályája
Graduális évei során részt vett a fizikai, majd a kórbonctani Tudományos Diákkörben, ahol negyedéves korában kollégákkal első helyezést értek el. Először belgyógyászként (1964-'66), majd szemész segédorvosként dolgozott a Hajdú-Bihar megyei Tanács Kórházában (1966-'69). 1969-ben kerül a Debreceni Egyetem Szemészeti Klinikájára tanársegédként, ahol a szemészetet Kettesy Aladár és Alberth Béla professzorok mellett sajátította el, és az adjunktusi fokozatig jutott (1984).
Pályáját Budapesten folytatta, mindvégig – az intézmény megszűnéséig – a Szabolcs utcai Szemészeti Klinikán, eleinte Brooser Gábor professzor beosztottjaként, adjunktusként, később egyetemi docensként, majd 1991-től egyetemi tanárként, Brooser Gábor nyugállományba vonulása után klinikai igazgatóként (1994-2001). A Klinika – illetve az osztály – elnevezése ezekben az években többször változott (Orvostovábbképző Intézet (OTKI), Orvostovábbképző Egyetem (OTE), Haynal Imre Egészségtudományi Egyetem (HIETE), Semmelweis Egyetem Egészségtudományi Karának. Szemklinikája, illetve Országos Gyógyintézeti Központ (OGYK) Szemészeti Osztálya, de állandó volt az, hogy Hatvani professzor jelenléte és munkája fontos vitreoretinális betegellátó központtá tette, és továbbra is jelentős oktatási centrumként működött. 2001 és 2006 között osztályvezető egyetemi magántanárként vezette az OGYK Szemészeti Osztályát, majd 2006-tól főorvosként dolgozott az intézmény megszűnéséig 2007-ig.
Nyugdíjba vonulása után hivatástudata nem hagyta nyugodni és meghívásra a Szegedi Tudományegyetem Szent-Györgyi Albert Klinikai Központ Szemészeti Klinikáján és a Budapest XIII. Béketéri Egészségügyi Szolgálat Rendelőintézetében dolgozott; halála előtt fél évvel még mindig műtött.

## Tudományos munkássága

### Diszertáció és publikációk
Tudományos munkáját nagyfokú innovativitás és interdiszciplinaritás jellemezte. Kandidátusi disszertációját „A Retinopathia prematurorum/Retrolentalis fibroplasia megelőzése és kezelése” cimmel a koraszülöttek végleges vakságot okozó retinopathiája megoldásához jelentett néhány fontos lépést; a kérdésről készült kandidátusi disszertációját 1985-ben védte meg. Újszülött- és csecsemőkori szemészettel, szemészeti patológiai és citológiai kutatásokkal foglalkozott. Jelentős szerepet játszott a koraszülöttek korszerű szemészeti ellátásának országos megszervezésében. lapvetően új eredményeket ért el a koraszülöttek megvakulásához vezető szembetegség, az ún. retrolentalis fibroplasia kezelése, modern műtéti megoldásainak magyarországi bevezetése terén. 2001-ben gyermekszemészeti szakvizsgát is tett.

#### Idegen nyelvű könyvekben megjelent részletek
- Straub W.: Die Ophthalmologischen Untersuchugdsmethoden Bd.2; Enke, Stuttgart 1976, pp 891, 895
- Kraus – Mackiw E, O Connor G.R.:Uveitis-Pathophysiology and Therapy; Thieme, Stuttgart, 1986, p 148
- Stern L.: Physiologic Foundations  of Perinatal Care.; Praeger, New-York,1985, pp 293–304
- Stern L.: Physiologic Foundations of Perinatal Care Vol.2; Elsevier, New-York,1987 pp. 9–24

További válogatott műveinek listája itt található.
Kiemelendő a mai napig az orvostanhallgatók számára alapműnek számító Szemészet c. egyetemi tankönyv, melynek társszerzője volt.

#### Tudománymetria[4]
- Tudományos közleményei: 126
- Idézettség: 183[6]
- Bejegyzett szabadalom:  2

### Oktatási tevékenysége
Elsőéves egyetemi hallgatói korától gyakorlatot vezetett  a DOTE Fizikai Intézetében, majd később a Kórbonctani Intézetben. A DOTE Szemklinikáján a fogorvostan-hallgatók számára, az általános medikusképzés során tartott előadásokat, és a kihelyezett orvos-továbbképzés kapcsán gyermekgyógyászok számára szemészeti témában. Az OGYK megalakulásáig  az OTKI, majd a Semmelweis Egyetem Egészségtudományi Karának keretein belül folyamatos munkaköri feladata volt a szemészeti  továbbképző előadások tartása és az egyéni mikrosebészeti továbbképzésre jelentkező hazai és külföldi kollégák fogadása. A vitreoretinalis műtétekkel kapcsolatosan speciális tanfolyamokat vezetett, amire az ország csaknem minden szemklinikájáról és külföldről is érkeztek hallgatók. A SOTE felkérésére 20 éven át vett részt az optometrista képzésben.
Minisztériumi felkérés alapján tudományos minősítése megszerzése óta (1985) a szakorvosi vizsgabizottság tagja vagy elnöke volt. A Magyar Tudományos Akadémia Tudományos Minősítő Bizottsága részéről rendszeresen kapott felkérést pályázatok, szakdolgozatok, kandidátusi (PhD), akadémiai doktori disszertációk bírálatára és a bizottságban főleg magyar, de időnként angol nyelvű közreműködésre.

## Külföldi tanulmányutak, meghívott előadói és operatőri tevékenysége[4]
Hatvani professzor számos alkalommal gyarapította tudását külföldi tanulmányutak során, elsősorban a szemészeti műtéttan különböző területein: 1976 és 1990. London, Moorfields Eye Hospital (Barrie R. Jones, illetve Z. Gregor meghívására), 1985, 1986, 1988, 1990. Rotterdam és Antwerpen (R. Zivojnovic), 1986. Moszkva (Helmholtz Intézet), 1987. Moszkva (Fjodorov Intézet), 1990. München (J.H. Greite), 1991. St. Louis (O. Donnell), 1993. Milano (DeMolfetta).

### Felkért (meghívott) előadói tevékenysége
- Egyetemi Szemklinika, Ljubljana; 1998 (Prof. P. Dovsak)
- Központi Katonai Kórház, Bukarest; 1999 (Prof. B. Carstocea)
- Máltai Szemorvostársaság Naggyülése, Valetta; 2000

### Meghívott operatőri tevékenysége
Kiváló operatőr volt, számos újítás és műszerfejlesztés is kötődik hozzá. A pneumatikus retinopexia (ambulansan végezhető ablatio elleni műtét) alkalmazásával az országban elsőként valósította meg, hogy a T.B. által finanszírozott  ápolási idő a maximális 50 napról 1 napra rövidüljön. A szemorvoslás és a szemsebészet minden területén, beleértve a plasztikai megoldásokat, a glaucoma elleni műtéteket és az ultrahanggal végzett phacoemulsificatios cataracta műtéteket nagy gyakorlattal végezte. Kitűnő manualitása nemzetközileg is ismertté tette: több országban végzett bemutató műtéteket, tartott szimpóziumi előadásokat:
- Bukarest: 1998,
- Ljubljana: 1999,
- Mauritius 2000 (lásd Galéria),
- Nyizsnyij Novgorod 2002

## Tudományszervezési tevékenysége
Aktívan vett részt a magyar szemészek és kontaktológusok képzésében. Tudását megosztotta tanítványaival és az érdeklődőkkel. Fontos, közismert és kedvelt szereplője volt a szemészeti közéletnek, és kollégái elmondása alapján egyéni látásmódú, sok esetben a humort sem nélkülöző hozzászólásaival, és kiváló érzékkel megfogalmazott kérdéseivel mutatott rá lehetséges megoldásokra, előrelépési lehetőségekre. Hosszú ideig tagja és egy-egy ciklusban elnöke is volt a Szemészeti Szakmai Kollégiumnak és a Magyar Szemorvostársaságnak valamint a Retina Szekciónak. Haláláig hosszú éveken át főszerkesztője a Szemészet folyóiratnak.

### Tudományos szervezeti tagságai[4]
- Magyar Szemorvostársaság elnöke (2004-2007),[4] majd alelnöke
  - Vitreoretinális Szekció elnöke
- Szemészet folyóirat főszerkesztője (2001-2012)[3][4][7]
- Magyar Mülencseimplantációs Társaság SHIOOL
- Korányi Frigyes Társaság vezetőségi tagja
- International Society of Ocular Trauma[3]
- European Contact Lens Society of Ophthalmologist[3]
- A Szemészeti Szakmai Kollégium korábbi elnöke[4]
- "Egészség" ismeretterjesztő lap szerkesztő bizottsági tag[3]

## Díjak, kitüntetések
Kiemelkedő szakmai munkáját számos díjjal ismerték el:
- Batthyányi Strattmann László díj; Egészségügyi Minisztérium (2001),[8][9]
- Imre-Blaskovics emlékérem; Magyar Szemorvostársaság (2004),[10]
- Györffy István emlékplakett; Magyar Szemorvosok és Optometristák Kontaktlencse Társasága (2004),
- Schulek Vilmos emlékérem Magyar Szemorvostársaság (2010)[10]
- Alberth Béla díj; Magyar Szemorvostársaság (2008),[10]
- SHIOL emlékérem (2012).[11]

A Román Szemorvostársaság 2001-ben tiszteletbeli tagjai közé választotta.

Prof. Dr. Hatvani István László
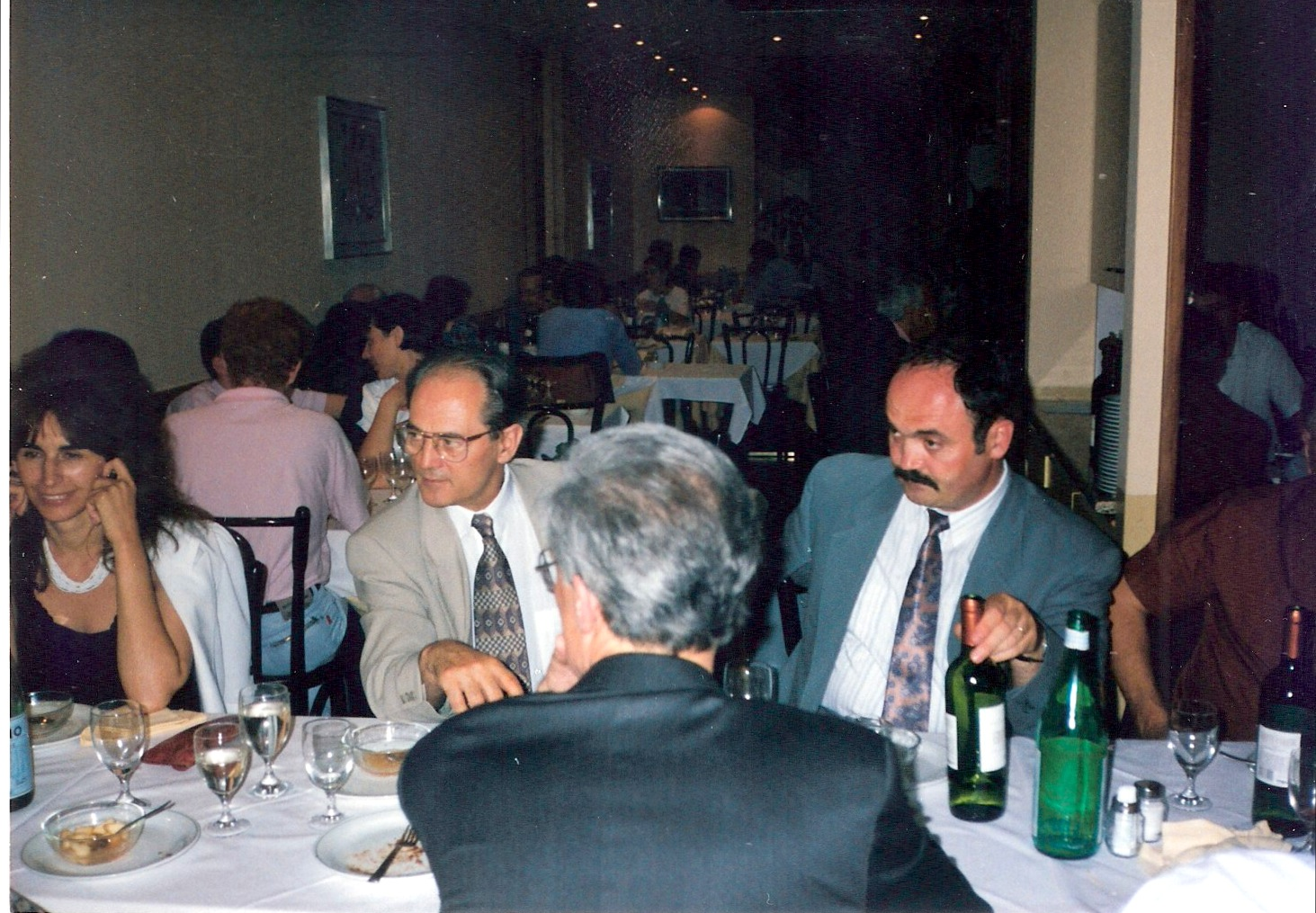
Hatvani István és Aszódi Mária egy konferenciavacsorán az 1990-es évek végén. Balra Prof. Dr. Berta András.
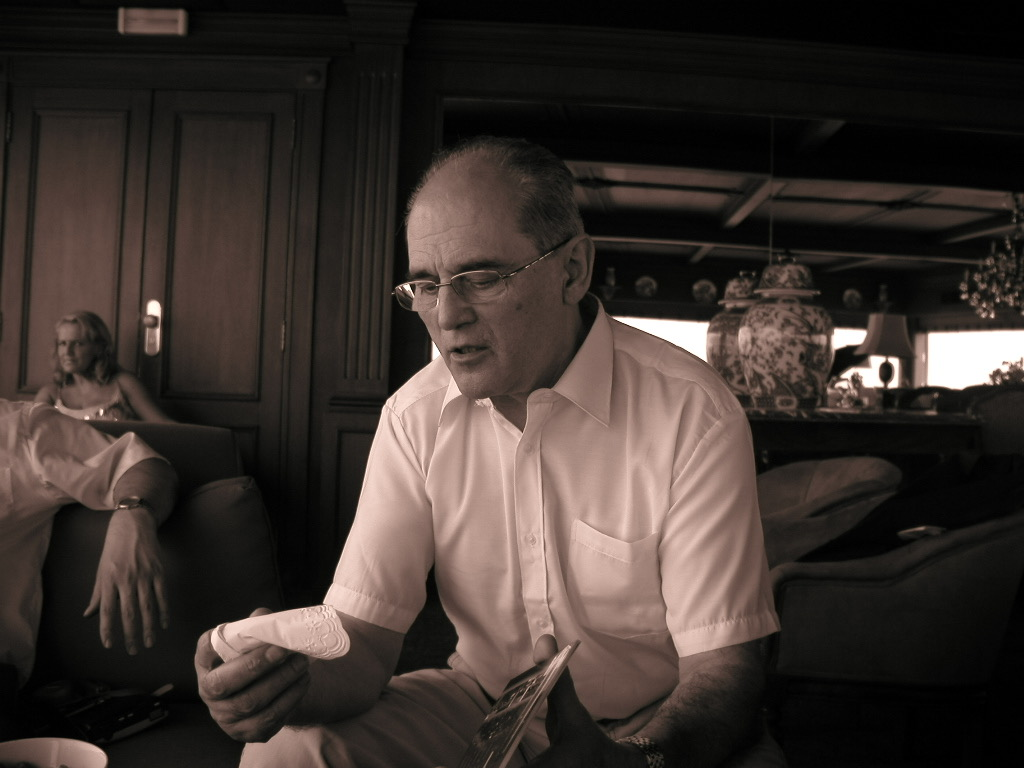
Hatvani István 2006 World Ophthalmology Congress idejében Sao Paulo legmagasabb felhőkarcolójában
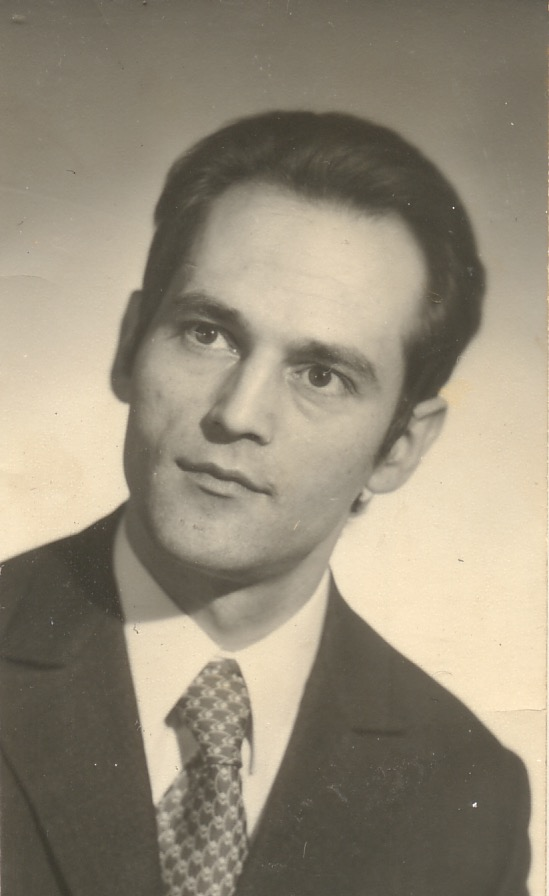
Hatvani István László 27 évesen, szakvizsgáját követően.
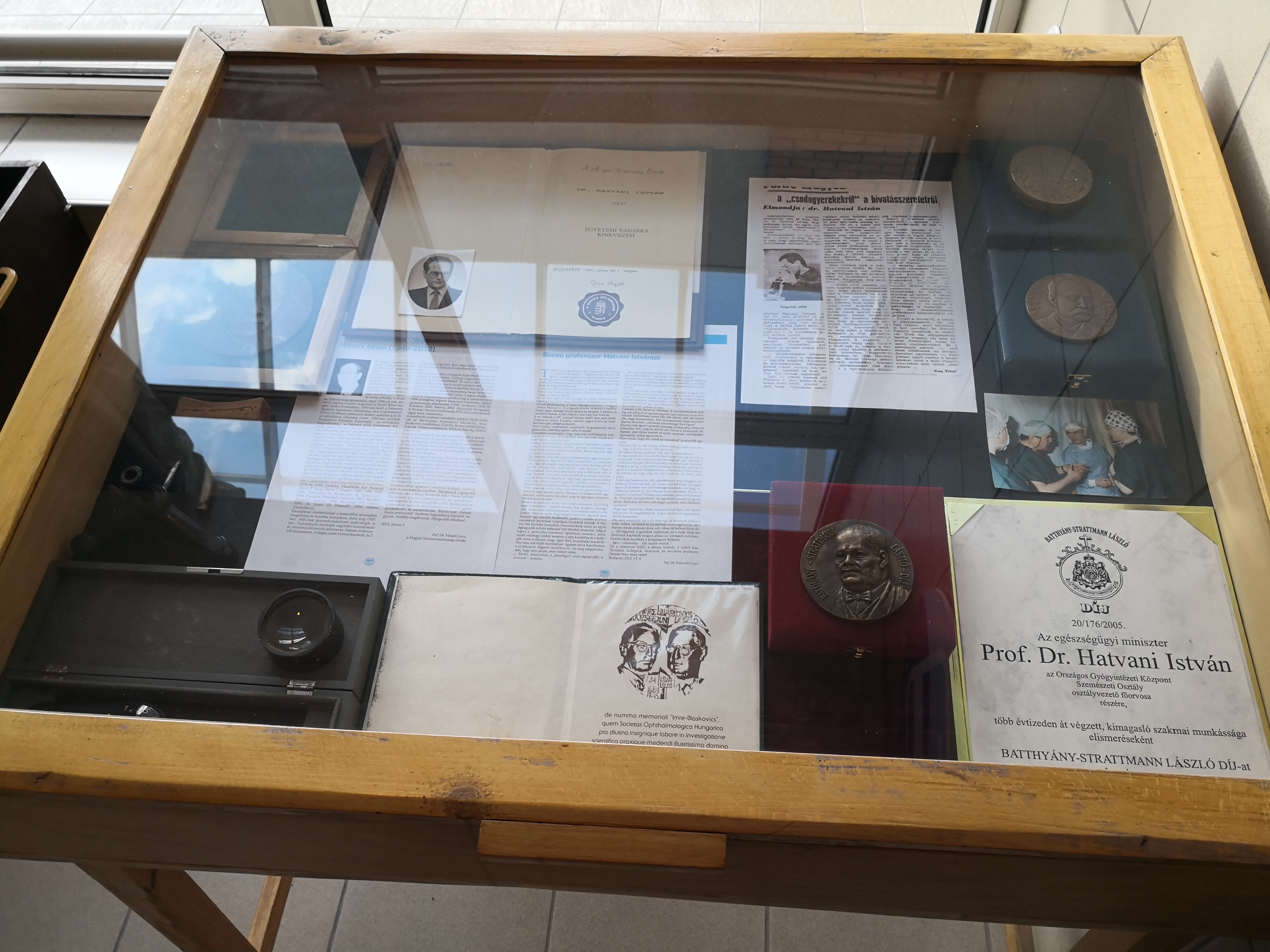
Hatvani István emlékére a Tóth Árpád Gimnáziumban létrehozott vitrin kitüntetéseivel
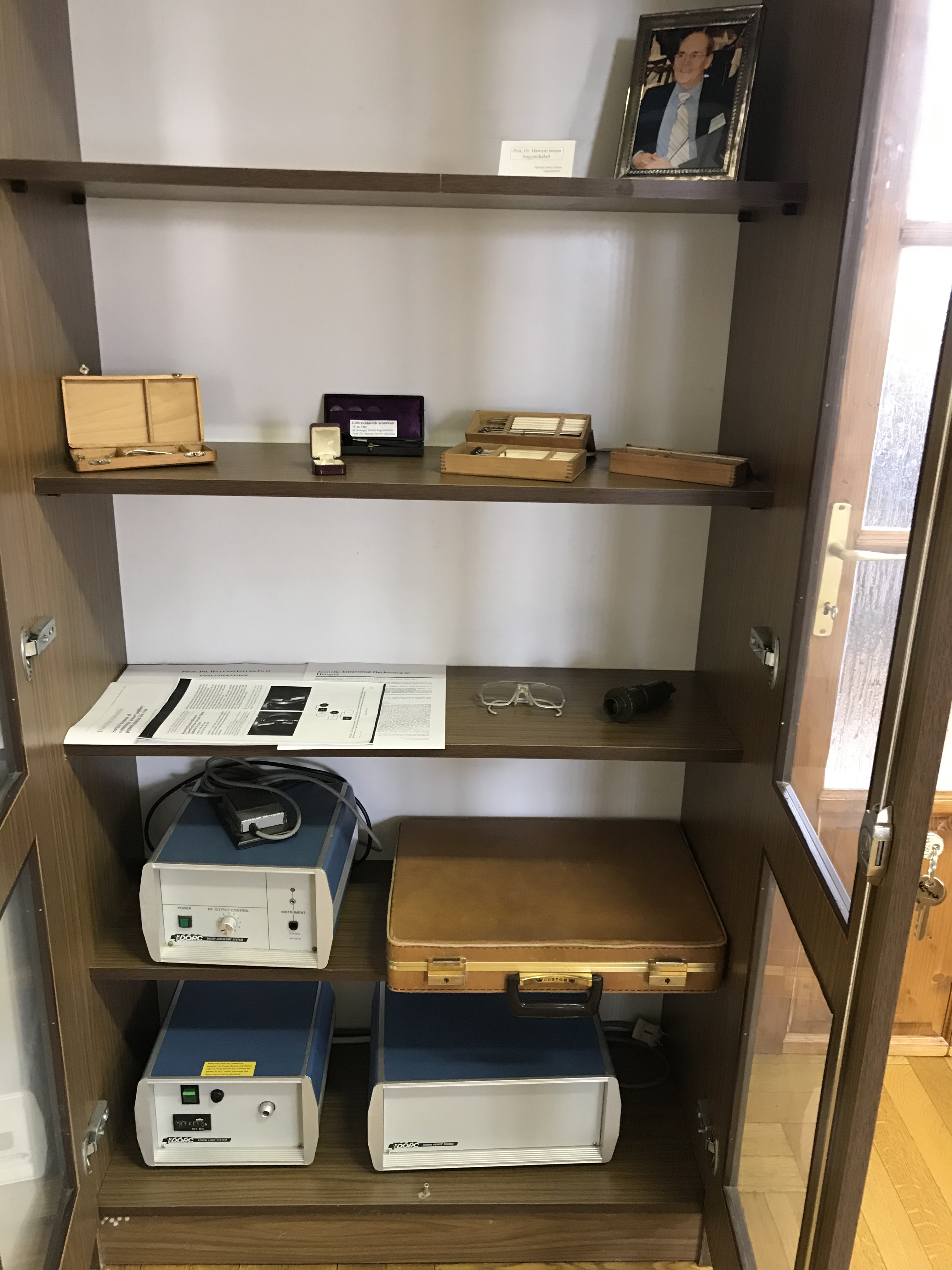
Hatvani István emlékére létrehozott vitrin a Szegedi Tudományegyetemen műszereivel
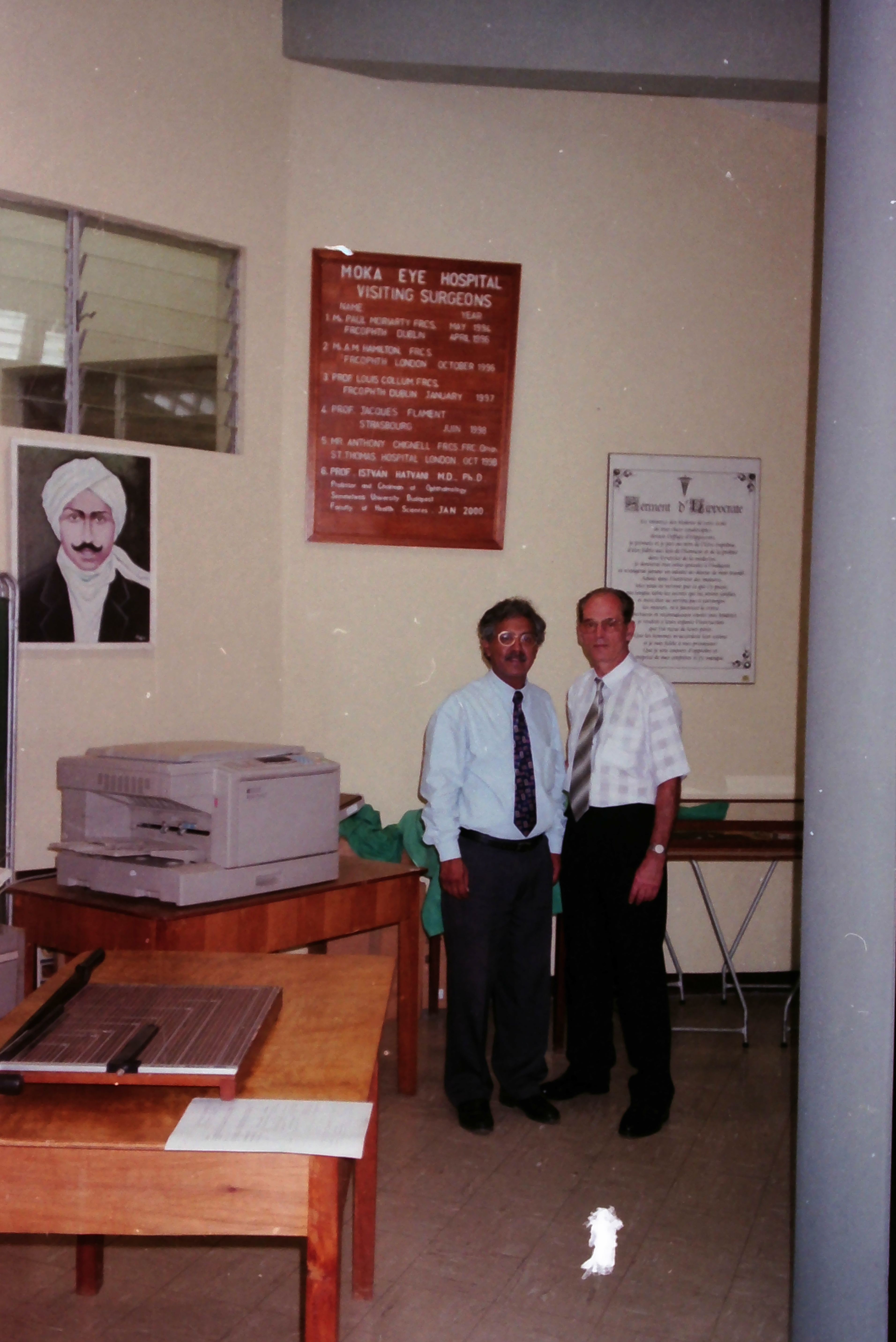
Hatvani István mauritiusi műtétjeinek emlékére állított márvány tábla Mauritiuson
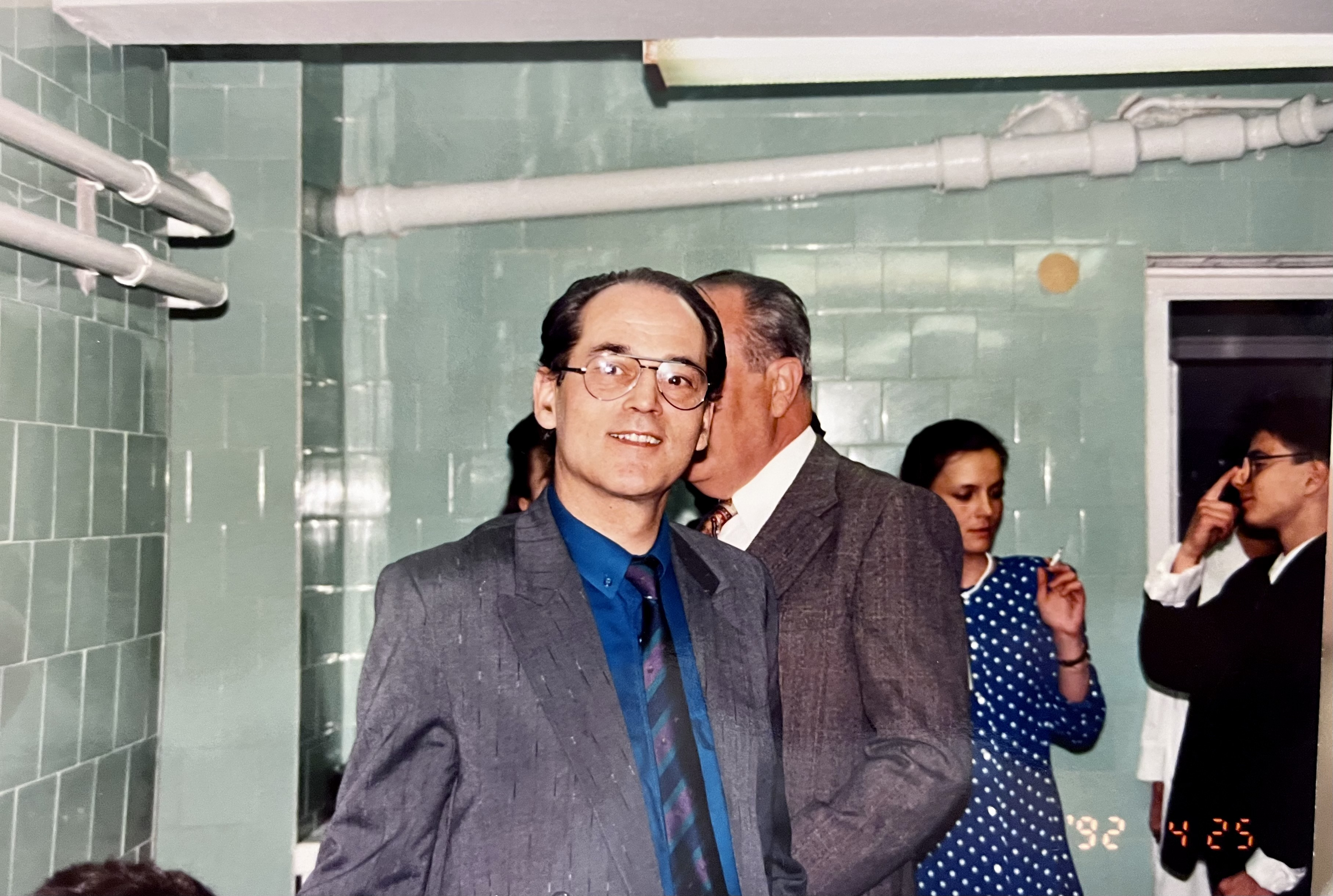
Hatvani István sikeres műtét után
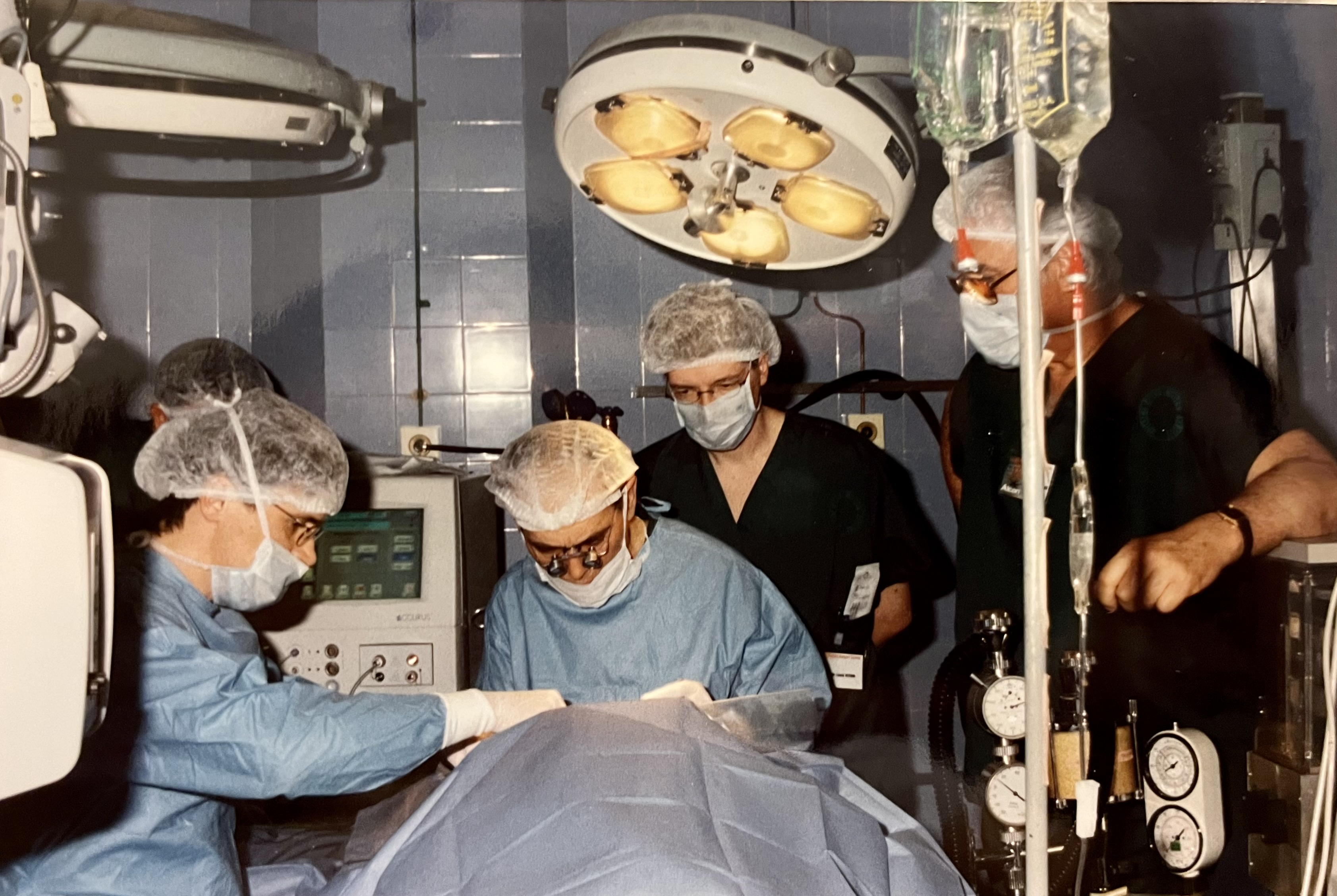
Hatvani István szemműtét közben
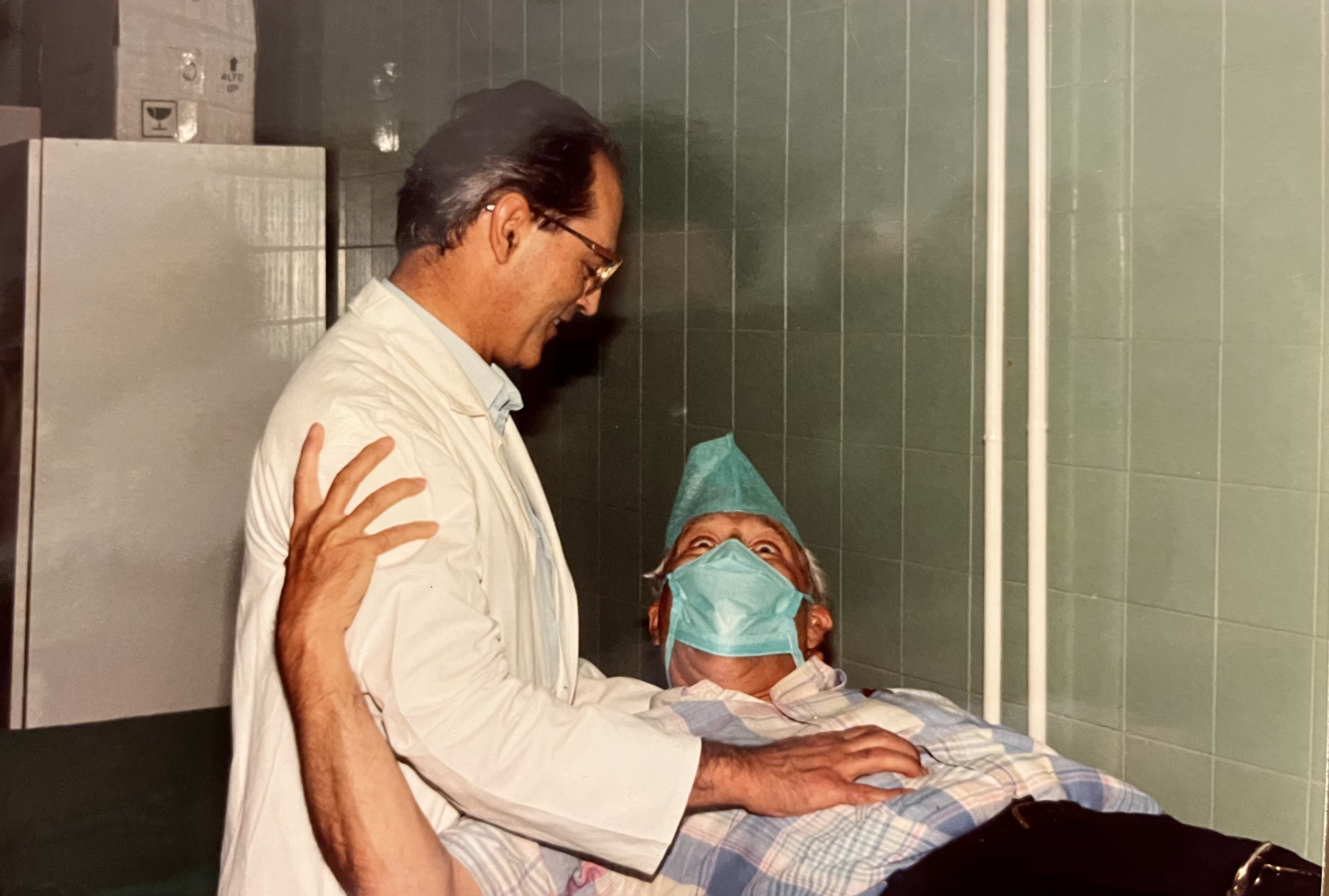
Hatvani István betegéek ágyánál
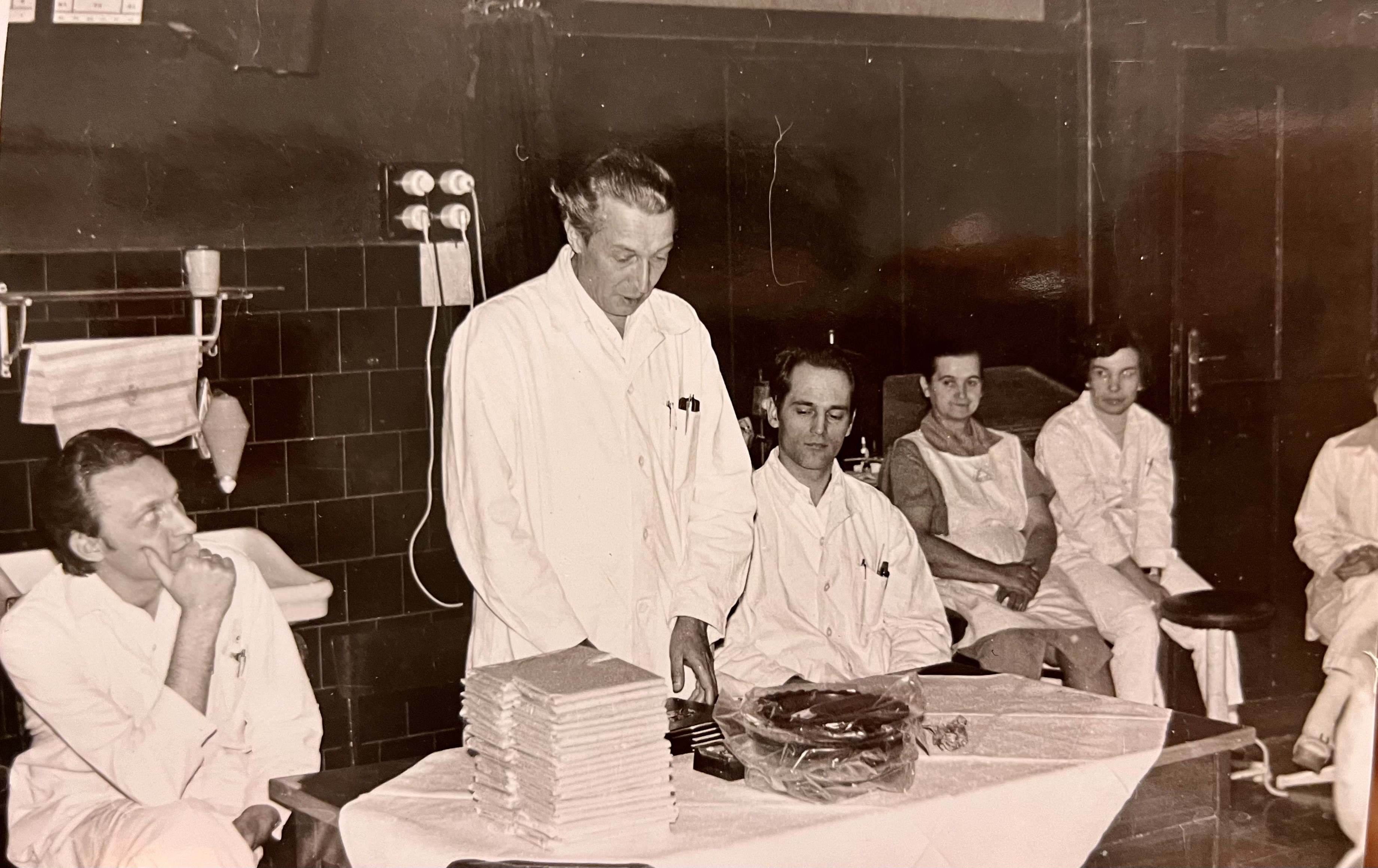
Alberth Béla professzor, mellette Hatvani István szemésznövendékként.
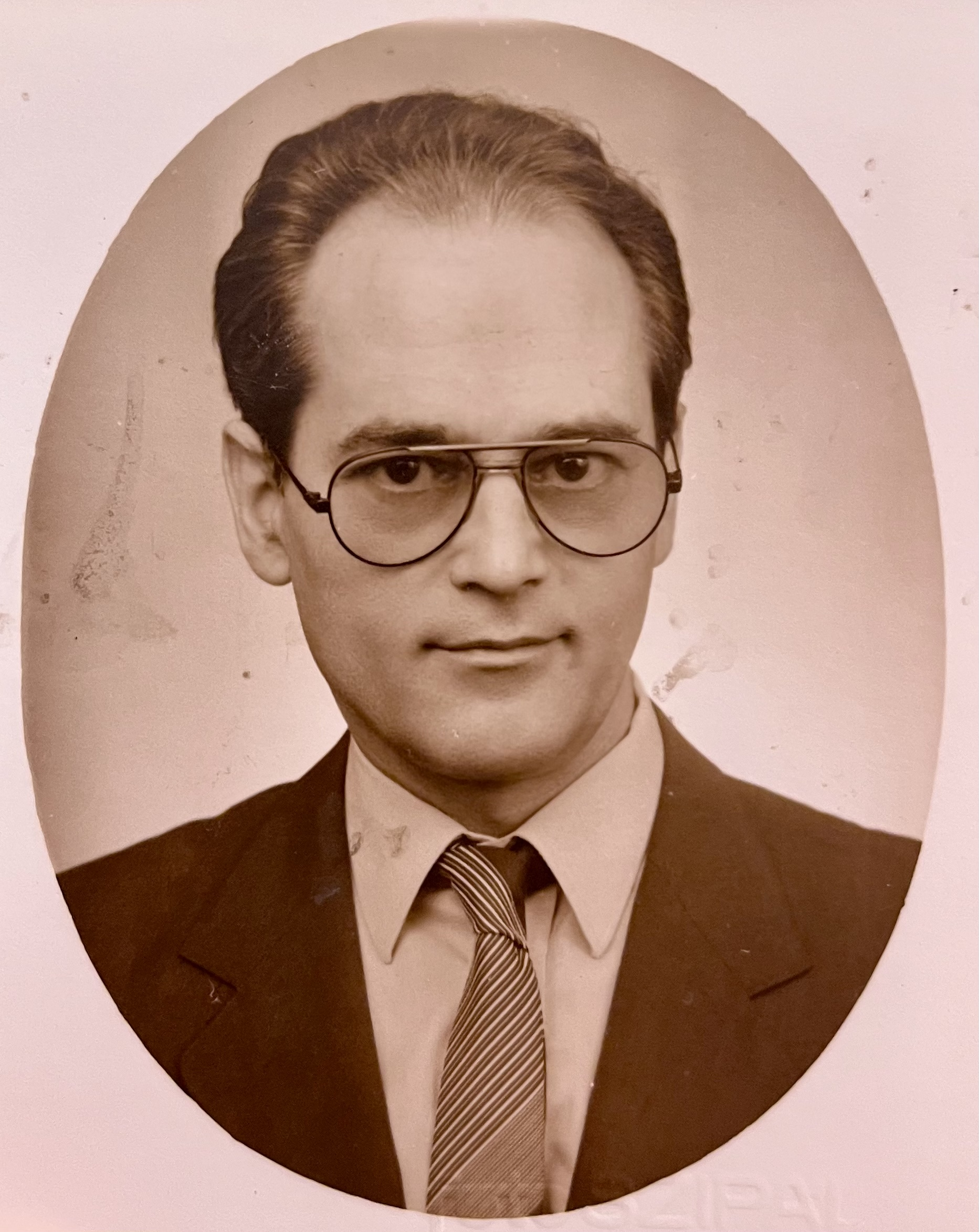
Hatvani István a 80-as években

## Válogatott médiamegjelenései
Fontosnak tartotta, hogy a szemészet eredményei eljussanak az emberekhez, így számtalan TV műsorban szerepelt, adott interjút és vezette a Magyar Retina Alapítványt. Egy-egy kiválasztott média megjelenése
- Hatvani István: Százéves a Magyar Szemorvostársaság, Világgazdaság (2004) 36. évf. 156p.[12]
- Kun Tibor: A csodagyerekről, a hivatásszeretetről – Elmondja Dr. Hatvani István[2]
- Napkelte interjú: Teljes napfogyatkozás Magyarországon (1999 augusztus 10)

## Halála után
Több magyarországi intézményben található kiállítás Prof. Dr. Hatvani István László emlékére. Muzeális orvosi műszereinek egy részét családja a Semmelweis Orvostörténeti Múzeumnak adományozta, de található egy kiállítás azon műszerekből, melyekkel életének utolsó évében is dolgozott (réslámpa, optometrista próbakeret, próbalencsekészlettel, stb.) a Szegedi Tudományegyetem nagyelőadójában egy számára kialakított vitrinben (lásd galéria).
Fia indítványozására két díj is viseli, melyeket emlékére alapított:
- A debreceni Tóth Árpád Gimnáziummal közösen megalapították (2019) a Hatvani István szemészprofesszor díjat,[13] melyben minden évben az az érettségiző diák részesülhet, aki kimagasló tanulmányi teljesítményt mutat elsősorban a biológia (és egyéb természettudományi tárgyak) területén, továbbá országos versenyen is dobogós helyet ért el és a természettudományos tárgyakat oktató tantestületi tagok is támogatják.
- A Magyar Szemorvostársasággal közösen megalapították (2016) a Hatvani István-díjat,[14] melyet a Magyar Szemorvostársaság éves kongresszusán az a legjobb RETINA témában munkáját bemutató fiatal kutató kaphat meg.[15]